# Reproducción de los mamíferos

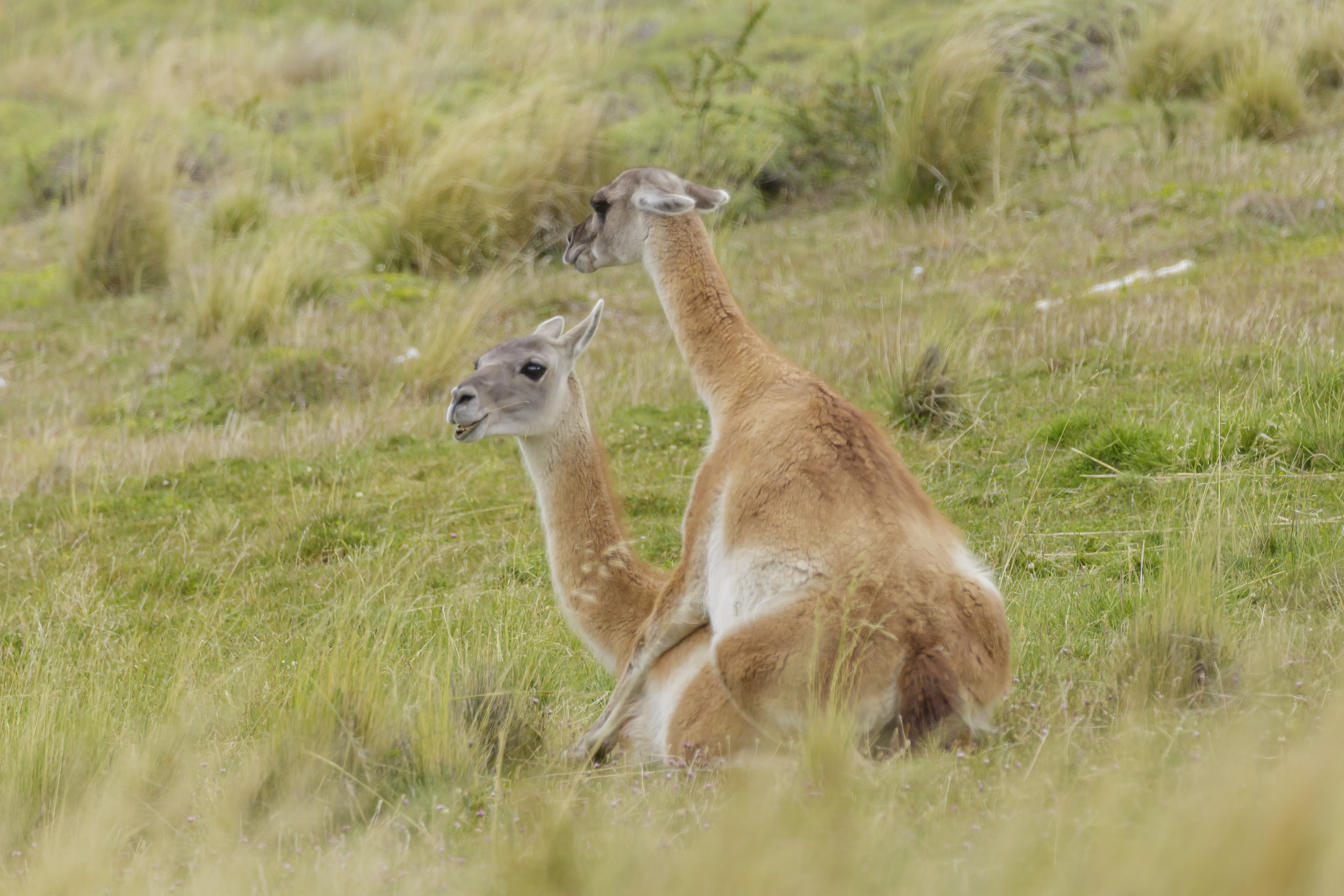
Apareamiento de guanacos en Torres del Paine.

De los animales es principalmente sexual.  Para que haya un descendiente, un individuo femenino y otro masculino aportan una célula cada uno. Con la fecundación comienza el desarrollo de un cigoto, después de ocurrida la fecundación,las hembras de reptiles y aves cubren al cigoto o embrión,y a las sustancias que lo nutrirán, con una sustancia resistente para expulsarlas de su cuerpo, éstas células son muy grandes y las llamamos comúnmente huevos, y su cubierta resistente es el cascarón. 
Para entender la anatomía del aparato reproductor de los distintos grupos de mamíferos, y de las notables diferencias existentes entre ellos, hay que saber que el desarrollo embrionario tiene lugar independientemente en ambas mitades corporales, siendo una el espejo de la otra, y que este tiene lugar además, estrechamente relacionado con el del aparato urinario.
Salvo los monotremas que son ovíparos, todos los mamíferos son vivíparos. La fecundación es siempre interna, lo que requiere que el macho inserte el pene eréctil en el interior de la vagina de la hembra a través de la abertura externa conocida como vulva.

## Anatomía del tracto genital

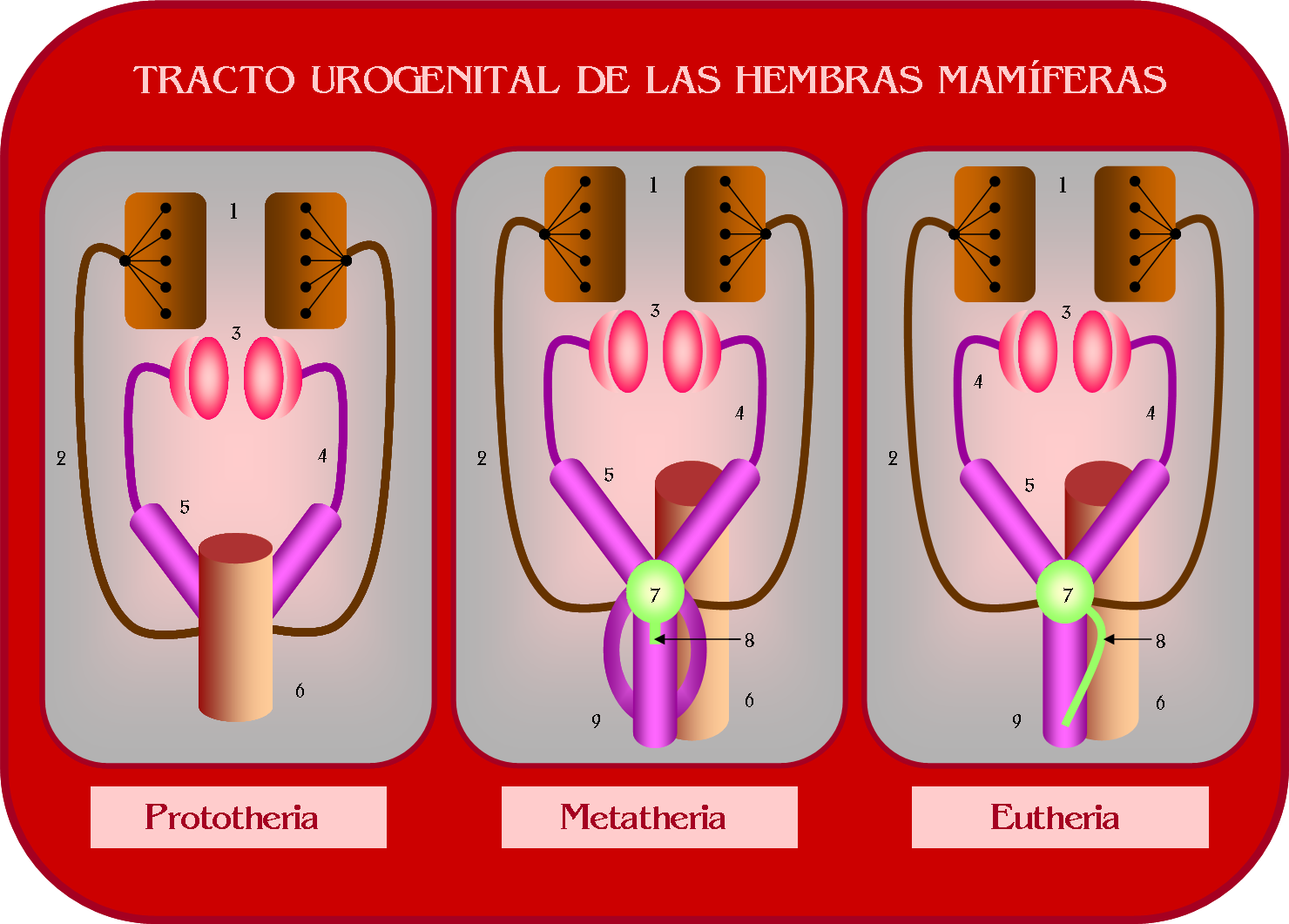
Esquema del tracto urogenital de las hembras mamíferas: 1-Riñones; 2-Uréteres; 3-Ovarios; 4-Oviductos; 5-Útero; 6-Recto; 7-Vejiga urinaria; 8-Uretra; 9-Vagina.

### Aparato reproductor femenino
Los órganos que conforman el aparato reproductor de la hembra son comunes a todas las especies, aunque existen diferencias significativas entre los distintos taxones.
El ovario es la glándula sexual femenina, en la que se producen los óvulos o células sexuales femeninas. Una vez que estos han madurado son expulsados del ovario hacia las trompas de Falopio u oviductos, que son los conductos por los que el óvulo llega al útero.
El útero es una víscera sacular de naturaleza glandular. Realmente, en la mayoría de las especies se trata de dos cámaras separadas o cuernos uterinos, aunque el grado de diferenciación de ambos varía entre las especies hasta fusionarse completamente formando un útero simple, si bien esta condición sólo aparece en los primates no prosimios (lémures, lorises y tarseros), armadillos, perezosos y algunas especies de murciélagos.
En todos los placentados existe algún grado de fusión de los cuernos uterinos que, en marsupiales permanecen completamente separados.
El útero conecta con la vagina, única en monotremas y placentados y doble en marsupiales, que se abre al exterior a través de la vulva. Junto a esta, un pequeño músculo denominado clítoris es común en todas las especies, y en algunas de ellas está dotado de un pequeño hueso.
En los monotremas la abertura del tracto urogenital, al igual que ocurre en reptiles y aves, es común a la digestiva, dando lugar a un único orificio conocido como cloaca. En el resto de las especies, la abertura urogenital es independiente de la intestinal, existiendo una distancia entre ambas que varía entre especies. Lo mismo ocurre con el sinus urogenital que es el espacio existente entre la vulva y la abertura de la uretra en el tracto genital. La elefanta presenta el más espectacular sinus, que llega a medir hasta 60 cm. En contraposición, los primates no lo presentan abriéndose al exterior de forma independiente la uretra y la vagina.

### Aparato reproductor masculino

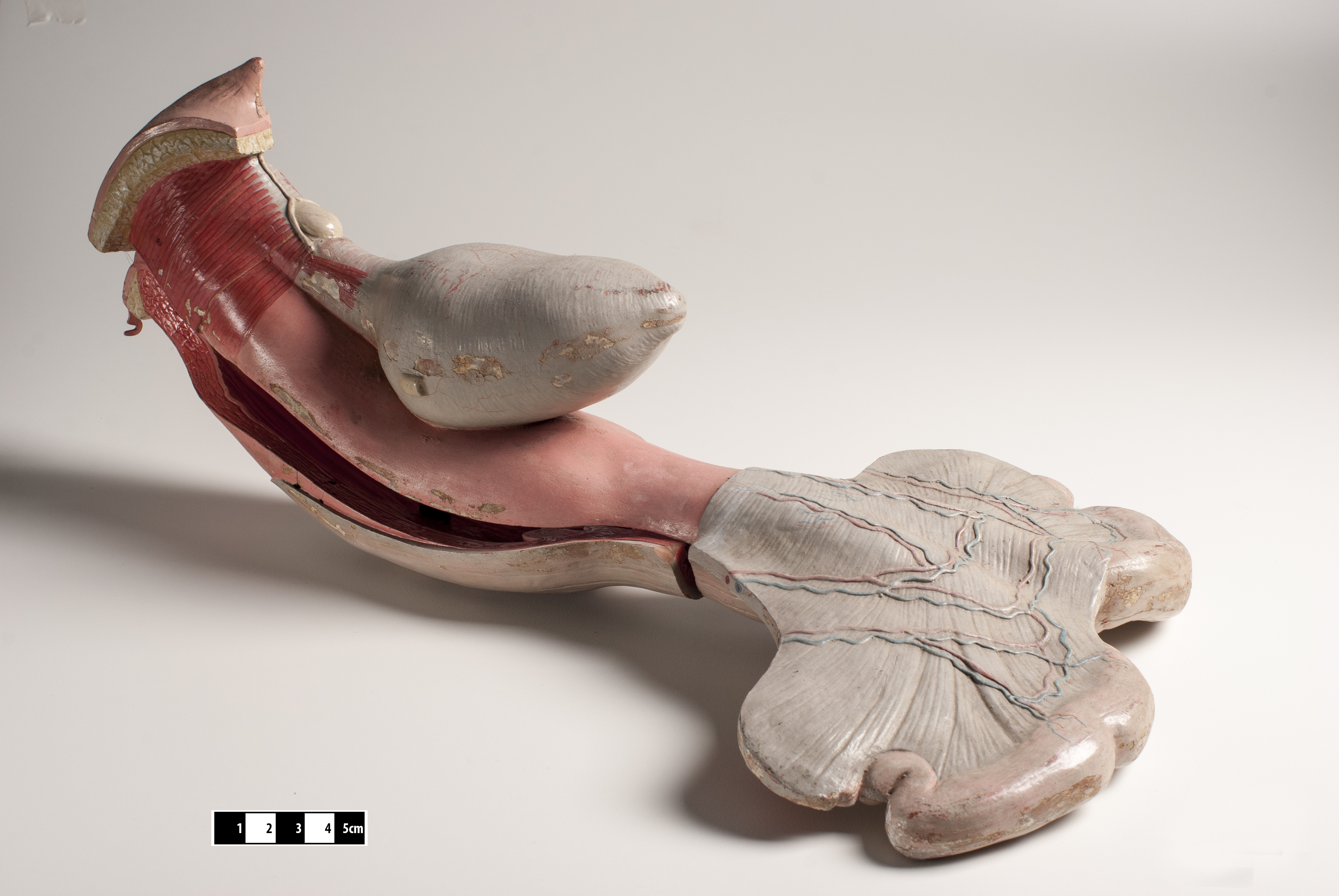
Modelo didáctico del sistema urogenital de mamíferos.

En los machos, el aparato reproductor consta de dos testículos que en un primer momento son intrabdominales, y a lo largo del desarrollo, van descendiendo hasta una bolsa extrabdominal de piel llamada escroto, excepto en elefantes, cetáceos y desdentados que permanecen dentro de la cavidad abdominal.
El pene, presenta morfologías distintas, conduce la orina y el esperma a través de la uretra, y en algunas especies de roedores, carnívoros y primates está dotado de un hueso (el báculo). En los marsupiales, es doble guardando el necesario paralelismo con la vagina de la hembra.
La próstata es común a todas las especies, aunque en algunas existen además otras glándulas accesorias

## Biología de la reproducción
Un componente fundamental de la evolución, del comportamiento, y de la historia de los mamíferos está basado en la dedicación que las hembras ponen en el cuidado de su descendencia, comenzando ésta incluso antes de que los óvulos se fertilicen.
Todas las hembras experimentan una cierta forma de ciclo estral en la cual los óvulos deben prepararse y estar listos para una potencial fertilización. Las hormonas regulan cambios en varios aspectos de la fisiología femenina a través del ciclo y preparan a la hembra para la fertilización, la gestación y la lactancia.
En este variopinto grupo animal, pueden observarse muchas estrategias reproductivas, y los patrones que vamos a ver a continuación son los extremos de una serie continua que abarca esta variación.
Los factores ambientales, así como los requerimientos fisiológicos y sociales contribuyen al patrón de la reproducción encontrado en cualquier población o especie. Las diferencias en estos factores entre especies han conducido a la diversidad de los rasgos entre mamíferos y sus formas de vida.

### Apareamiento y comportamiento social
La relación entre individuos de ambos sexos con fines reproductivos conocen varias situaciones en las especies mamíferas:
- Poliginia. Es la más frecuente entre estos animales y consiste en el apareamiento de un solo macho con distintas hembras en una misma estación reproductiva. Este panorama da lugar a una intensa competición entre los machos en muchas de las especies, exhibiendo el potencial necesario para que las hembras los elijan para engendrar su descendencia. Así, se aprovechará mejor el potencial genético de los machos dominantes, mejor preparados para afrontar los desafíos de la vida, pudiendo engendrar el mayor número de crías posible, que, por otra parte estarán supuestamente mejor dotadas genéticamente, mientras que las hembras pueden dedicar el esfuerzo a la gestación y lactancia de la prole. El inconveniente es que muchos machos no tendrán descendencia alguna a lo largo de su vida.[2]
- Promiscuidad/poliginandria. Tanto machos como hembras se aparean con múltiples individuos del otro sexo a lo largo de la estación de cría. No es muy frecuente y se da entre algunas especies de primates, entre ellos algunos homínidos.[3]
- Monogamia. Consiste en el emparejamiento de un macho y una hembra que durará al menos toda la estación reproductiva. No es muy frecuente entre los mamíferos, estimándose en alrededor de un 3 % de todas las especies. Algunas de ellas como la orca parecen mostrar este comportamiento.[4]
- Poliandria. Consiste en que una sola hembra es la que se aparea con todos los machos de la colonia. Este tipo de relación social es el que manifiestan los insectos coloniales y entre los mamíferos ha sido observado en las ratas-topo desnudas. La hembra reproductiva actúa de reina y se aparea con todos los machos de la colonia impidiendo la reproducción del resto de las hembras, que se ocuparán sin embargo del cuidado de sus crías.

Como consecuencia de los esfuerzos que machos y hembras han de padecer para llegar a reproducirse, muchos mamíferos tienen comportamientos complejos y morfologías asociadas a la reproducción. Por ejemplo, la mayor parte de las especies presentan un marcado dimorfismo sexual con machos de mayor envergadura, en la mayoría de las especies.
La reproducción de muchas especies tiene carácter estacional, siendo influenciada ésta por estímulos ambientales tales como la duración de las horas de luz solar, los recursos alimenticios o la temperatura ambiental, que dictan cuando debe tener lugar el apareamiento. A menudo, los sistemas de acoplamiento pueden variar dentro de cada especie dependiendo de las condiciones ambientales locales. Por ejemplo, cuando los recursos son bajos, copulan con una sola hembra y ayudan al cuidado de la prole, mientras que cuando estos son abundantes, la madre puede cuidar sola de sus crías mientras que los machos procurarán engendrar descendencia con múltiples hembras.

### Desarrollo embrionario
Hay tres grupos importantes de mamíferos, cada uno de los cuales está representado por una característica importante del desarrollo embrionario:
- Los monotremas (Prototheria) ponen huevos, que es la condición reproductiva más primitiva de los mamíferos.
- Los marsupiales (Metatheria) los embriones nacen en una fase muy precoz de desarrollo, después de un período muy corto de la gestación (8 a 43 días) con un ínfimo grado de desarrollo. Se alojan en el marsupio donde permanecen estrechamente unidos a los pezones hasta completar su desarrollo, y los periodos de lactancia son proporcionalmente muy superiores a los de los placentarios.[5]
- La gestación dura mucho más de largo en los mamíferos placentarios (Eutheria). Durante este periodo, los jóvenes están vinculados recíprocamente con su madre a través de una placenta, un órgano complejo que conecta el embrión con el útero.

Una vez que han nacido, todos los mamíferos dependen de sus madres para alimentarse, pues sólo ellas pueden proporcionarles su primer alimento: la leche.
Existen además diversas fórmulas en las que el embrión no comienza su desarrollo inmediatamente después de la cópula: Algunas hembras almacenan el esperma hasta que las condiciones son favorables para que comience la fertilización, produciéndose ésta en ese momento. En otras, los huevos son fecundados poco después de la cópula, pero la implantación del embrión no tiene lugar hasta que las condiciones son satisfactorias. Este proceso se conoce como implantación diferida. Por último, una tercera forma de gestación no inmediata es el desarrollo diferido, en el cual el desarrollo del embrión ya implantado puede retrasarse durante un cierto tiempo.
La reproducción estacional y los mecanismos de gestación no inmediata a la cópula son estrategias reproductivas que ayudan a mamíferos a coordinar el nacimiento de la descendencia para que ésta tenga lugar en los momentos en los que puedan aumentar las ocasiones de su supervivencia.
Los procesos reproductivos comienzan con la ovogénesis y espermatogénesis, que son las fases de producción de las células sexuales o gametos femenino (óvulo) y masculino (espermatozoide).
En el folículo ovárico se forma el óvulo que a medida que va creciendo y madurando migra hasta el exterior del ovario para recorrer el tracto reproductivo de la hembra hasta el lugar donde se produce la fecundación o unión del óvulo con el espermatozoide que puede ser en la vagina o el útero dependiendo de la especie.
Una vez formado el huevo o cigoto, comienza la reproducción celular, diferenciándose las tres capas que describen a los amniotas: corion, amnios y alantoides, que irán también evolucionando a medida que se reproducen sus células, especializándose en determinadas funciones que darán lugar al desarrollo del nuevo individuo.

### Prolificidad po cuidado de las descendencia

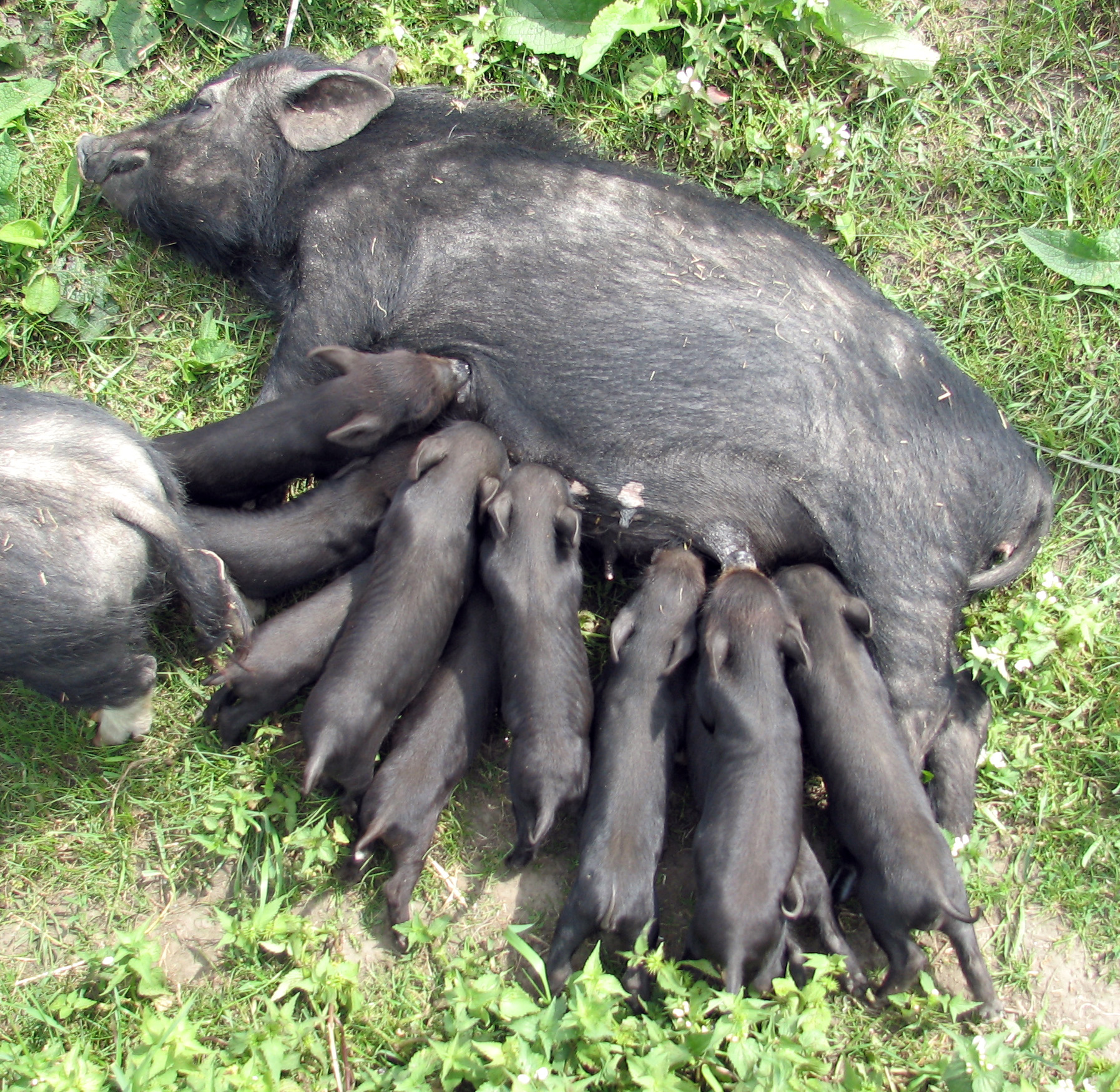
La hembra del cerdo pare muchas crías.

Algunos mamíferos dan a luz muchas crías escasamente desarrolladas en cada estación reproductiva. A pesar de este estado relativamente subdesarrollado, los jóvenes tienden a alcanzar la madurez relativamente pronto, pudiendo reproducirse sin haber alcanzado el tamaño o el aspecto de individuos maduros. Normalmente esto va relacionado con altos índices de mortalidad y baja esperanza de vida como ocurre con los roedores o los antiguos insectívoros. Por otro extremo del espectro de la historia de la vida, otras especies dan a luz un escaso número de individuos en cada parto. Estas especies tienden a vivir en ambientes estables donde la competición por los recursos es el único obstáculo para la supervivencia y el éxito reproductivo. La estrategia de estas especies es invertir energía y algunos recursos en conseguir descendientes altamente desarrollados que consigan ser buenos competidores. Los cetáceos, los primates y los artiodáctilos son ejemplos de las órdenes que siguen este patrón general.
Todas las crías de mamíferos tienen que alimentarse de leche durante un cierto tiempo al inicio de su vida, y este alimento sólo puede proporcionárselo su madre, por lo que la vinculación existente entre madre e hijo es imprescindible para que las crías puedan comenzar el desarrollo extrauterino. La leche es un líquido orgánico producido por las glándulas mamarias, rica en grasas, hidratos de carbono, proteínas, y los minerales necesarios para el crecimiento de los recién nacidos.
La lactancia puede suponer un desgaste energético para la madre superior al de la gestación, pero la leche es imprescindible para que las crías, una vez fuera del útero materno puedan mantener su temperatura corporal, y crezcan y se desarrollen adecuadamente. Pero no sólo tienen que alimentarlas, las hembras tienen que proteger a sus crías de los depredadores, y éstas a su vez tienen que aprender de sus madres los mecanismos que les permitirán seguir con vida, por lo que en muchas especies, la descendencia permanece con la madre después de la lactancia durante un cierto período.
Por regla general, los machos dedican más esfuerzo a la difusión de su material genético que a la protección y cuidado de la descendencia. Y esto es más frecuente cuanto menos estable sea la relación entre el macho y la hembra. Así, aquellas especies que establecen relaciones monogámicas son las que manifiestan mayor interés de los machos por la protección de la descendencia.
En otras ocasiones, el macho participa en la protección de la descendencia de forma indirecta, dedicándose a la protección del territorio que ocupa la manada o la preservación de los recursos alimenticios.
No obstante, en ciertos casos, el comportamiento de los machos en relación con este asunto, varía en función de las condiciones ambientales, responsables directas de la disponibilidad alimenticia.
Independientemente del tipo de apareamiento, algunas especies como titíes o leones africanos, comparten el cuidado de la descendencia de todas las hembras del grupo.
La mayoría de los mamíferos hacen uso una guarida o una jerarquía social para la protección de sus jóvenes. Otros, sin embargo, nacen bien desarrollados y pueden valerse por sí mismos relativamente poco tiempo después del nacimiento. Los más notables de este respeto son los artiodáctilos tales como ñúes o jirafas. Los jóvenes cetáceos deben también ser capaces de nadar por sí mismos poco después del nacimiento.
Exactamente igual que asistimos a grandes diferencias en cuanto a tamaño, forma o comportamiento de las distintas especies, también la esperanza de vida de estos animales varía enormemente de unas especies a otras.
Por norma general, puede asegurarse que cuanta menos envergadura tiene un mamífero, menor es su esperanza de vida. Sin embargo, los murciélagos constituyen la excepción que confirma esta regla, pues aun siendo relativamente pequeños, pueden vivir en condiciones naturales incluso más de dos décadas, lo que es bastante más tiempo que el que viven muchas especies de mayor tamaño.
Como norma general, los animales en cautividad suelen vivir más tiempo que los salvajes, algo que resulta evidente teniendo en cuenta que sus condiciones de vida están controladas para que les resulten favorables.
La esperanza de vida de los mamíferos salvajes se extiende desde un año o algo menos hasta aproximadamente 70-80, si bien, algunas especies pueden sobrepasar esta edad. El mamífero más longevo que se conoce es la ballena de Groenlandia (Balaena mysticetus): puede llegar a vivir más de 200 años. Se considera que la edad máxima que puede alcanzar un humano es de 120 años.